# Merlin Diamond
Merlin Diamond (sinh năm 1991) là một vận động viên chạy nước rút người Namibia. Cô đã giành được 100 mét và 200 mét tại Giải vô địch điền kinh quốc gia 2010, Namibia.
Cô là một trong năm vận động viên người Namibia giành được một phần thưởng từ Đoàn kết Olympic, quỹ phát triển của Hội đồng Olympic quốc tế.